# Hello Cruel World
Hello Cruel World es un álbum recopilatorio de la banda neozelandésa Tall Dwarfs, lanzado en 1987 por Flying Nun Records. En 2005 fue relanzado en formato CD, conteniendo 18 canciones.
Las canciones del álbum fueron compiladas de los primeros EPs de la banda; Three Songs, Louis Likes His Daily Dip, Canned Music y Slugbucket Hairybreath Monster.

## Lista de canciones[7]
Lanzamiento original (1987)
1. "Nothing's Going To Happen"
2. "Luck Or Loveliness"
3. "All My Hollowness To You"
4. "Louis The First"
5. "Maybe"
6. "Pictures On The Floor"
7. "Paul's Place"
8. "Clover"
9. "Song Of The Silents"
10. "Louis The Second"
11. "Canopener"
12. "Beauty"
13. "This Room Is Wrong"
14. "Walking Home"
15. "Turning Brown + Torn In Two"
16. "Woman"
17. "Shade For Today"
18. "Brain That Wouldn't Die"
19. "I've Left Memories Behind"
20. "Phil's Disease (Day 1)"
21. "Phil's Disease (Day 4)"
22. "Crush"

Relanzamiento en CD (2005)
1. "Nothing's Going To Happen"
2. "Luck Of Loveliness"
3. "All My Hollowness To You"
4. "Louis The First"
5. "Paul's Place"
6. "Clover"
7. "Song Of The Silents"
8. "Louis The Second"
9. "Canopener"
10. "Beauty"
11. "This Room Is Wrong"
12. "Walking Home"
13. "Shade For Today"
14. "Brain That Wouldn't Die"
15. "I've Left Memories Behind"
16. "Phil's Disease (Day 1)"
17. "Phil's Disease (Day 4)"
18. "Crush"